# ソモン・マフマドベコフ

ソモン・マフマドベコフ（Somon Makhmadbekov　1999年3月24日- ）はタジキスタンの柔道選手。ロシアのイルクーツク出身。階級は73kg級と81kg級。身長183cm。得意技は大外刈、大内刈、内股。ロシアとタジキスタンの2重国籍だったが、タジキスタンを選んだ。

## 経歴
柔道一家だったこともあって7歳の時に柔道を始めた。子供のころから活躍していたが、その後、元首相である森喜朗の父親が日ソ協会の会長として旧ソ連と関わっていたことから名付けられたイルクーツク森茂喜道場で、中指、薬指、小指の3本で道着をつかみ、親指と人差し指は添える正しい組手を指導されたことでさらに実力を付けていった。2017年にアフリカオープン・チュニス66kg級で優勝すると、世界ジュニアでは3位に入った。その後階級を73kg級に上げると、2019年の世界選手権では準々決勝でロシアのデニス・ヤルツェフに技ありで敗れると、その後の3位決定戦ではアゼルバイジャンのヒダヤト・ヘイダロフとGS含めて12分近い戦いの末に技ありで敗れて5位にとどまった。世界ジュニアでは決勝でロシアのゲオルギー・エルバキエフに一本勝ちして、タジキスタンの選手では初めてとなる世界ジュニアのチャンピオンになった。グランドスラム・大阪では準々決勝で海老沼匡に技ありで敗れるも、その後の3位決定戦で立川新に終了直前に逆転の反則勝ちを収めて3位になった。2021年7月に日本武道館で開催された東京オリンピックでは、3回戦でアゼルバイジャンのルスタム・オルジョフに技ありで敗れた。その後に階級を81kg級に上げると、2022年のアジア選手権で3位になった。2023年に地元で開催されたグランプリ・ドゥシャンベで、IJFワールド柔道ツアー初優勝を飾った。続くグランドスラム・アスタナでも優勝した。アジア大会では決勝で韓国の李俊奐を技ありで破って優勝した。2024年の世界選手権では3位になった。パリオリンピックでは準々決勝で世界チャンピオンであるジョージアのタト・グリガラシビリに敗れるも、その後の敗者復活戦を勝ち上がって銅メダルを獲得した。
IJF世界ランキングは2488ポイント獲得で19位(25/4/21現在)。

## 主な戦績
66kg級での戦績
- 2017年 - アフリカオープン・チュニス　優勝
- 2017年 - 世界ジュニア　3位

73kg級での戦績
- 2018年 - アジアオープン・香港　優勝
- 2019年 - グランドスラム・デュッセルドルフ　5位
- 2019年 - アジアパシフィック選手権　5位
- 2019年 - 世界選手権　5位
- 2019年 - 世界ジュニア　優勝
- 2019年 - グランドスラム・大阪　3位
- 2021年 -　アジア・オセアニア選手権　2位

81kg級での戦績
- 2022年 -　アジア選手権　3位
- 2023年 -　グランドスラム・タシケント　3位
- 2023年 -　グランプリ・ドゥシャンベ　優勝
- 2023年 -　グランドスラム・アスタナ　優勝
- 2023年 - アジア大会　優勝
- 2023年 -　グランドスラム・東京　5位
- 2024年 - アジア選手権　3位
- 2024年 - 世界選手権　3位
- 2024年 - パリオリンピック　3位
- 2025年 - アジア選手権　2位
- 2025年 -　グランドスラム・ドゥシャンベ　優勝

(出典、JudoInside.com)